# OTT
Over-the-top (OTT) é um serviço de mídia que faz distribuição de conteúdos pela internet. Essa conexão é feita diretamente entre a plataforma e o usuário final. OTT se difere da televisão a cabo, terrestre e satélite, os tipos de empresas que tradicionalmente atuam como controladores ou distribuidores de tal conteúdo. Também é usado em celulares sem operadora, onde todas as comunicações são cobradas como dados, evitando a competição monopolística, ou aplicativos para telefones que transmitem dados dessa maneira, incluindo aqueles que substituem outros métodos de chamada e aqueles que atualizam software.
O OTT funciona principalmente com video sob demanda, baseados em assinatura que oferecem acesso a conteúdo de filme e televisão (incluindo séries existentes adquiridas de outros produtores, bem como conteúdo original produzido especificamente para o serviço). Os serviços over-the-top são normalmente acessados por meio de sites em computadores pessoais, bem como por meio de aplicativos em dispositivos móveis (como smartphones e tablets), reprodutores de mídia digital (incluindo consoles de videogame) ou televisores com plataformas integradas de Smart TV. Alguns exemplos de plataformas OTT são: Netflix, Globoplay, do Grupo Globo, HBO Go, Hulu, Disney+, HBO Max e RecordPlus, da Record. 

## Tipos de OTT
- Televisão OTT, geralmente chamada de televisão online ou televisão pela Internet ou televisão via streaming, continua sendo o conteúdo OTT mais popular. Este sinal é recebido pela Internet ou por uma rede de telefonia celular, ao contrário de receber o sinal de televisão de uma transmissão terrestre ou de satélite. O acesso é controlado pelo distribuidor de vídeo, por meio de um aplicativo ou dongle ou caixa OTT separada, conectado a um telefone, PC ou aparelho de Smart TV. O recorde de usuários simultâneos assistindo a um evento OTT foi estabelecido em 18,6 milhões pela plataforma indiana de streaming de vídeo da Disney, Hotstar.[7]

- Mensagens OTT são definidas como serviços de mensagens instantâneas ou bate-papo online fornecidos por terceiros, como uma alternativa aos serviços de mensagens de texto fornecidos por uma operadora de rede móvel.[8][9] Um exemplo é o aplicativo móvel de propriedade do Facebook, o WhatsApp, que serve para substituir mensagens de texto em smartphones conectados à Internet.[10][11] Outros provedores de mensagens OTT incluem Viber, WeChat, FaceTime, Skype, Telegram e o agora extinto Google Allo.[12]

- Chamadas de voz OTT, geralmente chamadas de VoIP, por exemplo, fornecidas pelo Skype, WeChat, Viber e WhatsApp usam protocolos abertos de comunicação pela Internet para substituir e, às vezes, aprimorar os serviços controlados por operadora existentes oferecidos por operadoras de telefonia móvel.

## Modos de acesso
Os consumidores podem acessar o conteúdo OTT por meio de dispositivos conectados à Internet, como telefones (incluindo dispositivos móveis Android e iOS) Smart TVs (como Google TV e Canal Plus da LG Electronics), decodificadores (como Apple TV, Nvidia Shield, Fire TV e Roku), consoles de jogos (como PlayStation 4, Wii U e Xbox One), tablets e desktops e laptops. Em 2019, os usuários de Android e iOS representavam mais de 45% dos audiência total de streaming de conteúdo OTT, enquanto 39% dos usuários usam a web para acessar o conteúdo OTT.